# Leptotyphlops tricolor
Leptotyphlops tricolor är en kräldjursart som beskrevs av  Orejas-miranda och ZUG 1974. Leptotyphlops tricolor ingår i släktet Leptotyphlops och familjen Leptotyphlopidae. Inga underarter finns listade i Catalogue of Life.